# Колсва
Колсва (на шведски: Kolsva) е град в централна Швеция, лен Вестманланд, община Шьопинг. Разположен е около река Хедстрьомен. Намира се на около 200 km на северозапад от столицата Стокхолм и на 48 km на югозапад от Вестерос. Населението на града е 2453 жители според данни от преброяването през 2010 г.